# Barendra Krushna Dhal
Barendra Krushna Dhal (25 de março de 1941 - 9 de agosto de 2016) foi um jornalista e literato indiano de Orissa. Nasceu em Charchika no distrito de Cuttack em Odisha, na Índia, onde trabalhou com jornais como Swaraj, Aj Kal. Dhal foi presidente da União Nacional dos Jornalistas durante 1990-1993. Em 1985, fundou a feira do livro de Bhubaneswar.
Dhal faleceu no dia 9 de agosto de 2016 com a idade de 77 depois de uma doença prolongada.